# Rhus taratana
Rhus taratana là một loài thực vật có hoa trong họ Đào lộn hột. Loài này được (Baker) H. Perrier miêu tả khoa học đầu tiên năm 1946.